# خط مشی کیفیت
خط مشی کیفیت یا بیانیه مدیریت کیفیت (انگلیسی: Quality policy)، سندی است که در سیستم مدیریت کیفیت توسط مدیریت ارشد سازمان تدوین می‌شود و رهنمودها و سیاستهای سازمان را در مورد کیفیت بیان می‌کند. این سند یکی از موارد مدیریت استراتژیک است.